# Pirttijärvi (sjö i Finland, Norra Savolax)
Pirttijärvi är en sjö i Finland. Den ligger i kommunerna Pielavesi och Tervo i landskapet Norra Savolax, i den centrala delen av landet, 300 km norr om huvudstaden Helsingfors. Pirttijärvi ligger 103,3 meter över havet. Den är 8 meter djup. Arean är 2,1 kvadratkilometer och strandlinjen är 10,48 kilometer lång. Sjön  ingår i Kymmene älvs huvudavrinningsområde. 